# Homomallium simlaense
Homomallium simlaense är en bladmossart som beskrevs av Brotherus 1908. Homomallium simlaense ingår i släktet Homomallium och familjen Hypnaceae. Inga underarter finns listade i Catalogue of Life.